# Pericyma vinsonii
Pericyma vinsonii là một loài bướm đêm trong họ Erebidae.